# メガバテス (将軍)
メガバテス（希：Μεγαβάτης、ラテン文字転記：Megabates、生没年不明）はアケメネス朝ペルシアの将軍である。
メガバテスはアルタプレネスとペルシア王ダレイオス1世の従兄弟である。アルタプレネスによって対イオニア反乱（紀元前498年-紀元前494年）の司令官となり、三段櫂船200隻と陸軍を率いた。ナクソスを攻めようとしたメガバテスは敵を騙そうとヘレスポントスへ行くふりをしてミレトスを後にした。しかし、途中で同行したアリスタゴラスと怠けていた船長の処遇をめぐって対立したため、アリスタゴラスはナクソス人にメガバテスの計画を教えた。結局メガバテスはあらかじめ守りを固めたナクソスを落とすことができず、4ヵ月後に軍資金が尽きたために撤退した。その後メガバテスがどうなったかは不明である。

## 註
1. ↑  ヘロドトス, V. 32-34